# Austrolebias ayoreode
Austrolebias ayoreode — вид коропозубоподібних риб родини ривулових (Rivulidae). Описаний у 2024 році.

## Назва
Вид названо на честь корінного народу айорео, який історично населяв величезні простори північного Сухого Чако, і кілька груп якого все ще живуть в районі типового місця проживання цього виду, і є останнім корінним населенням в добровільній ізоляції в Америці за межами Амазонки.

## Поширення
Ендемік Болівії. Трапляється виключно у двох тимчасових водоймах у Природоохоронній та екологічно важливій території Нембі-Гуасу в автономній території Гуарані-Чарагуа-Іямбае в провінції Кордильєра у департаменті Санта-Крус, неподалік кордону з Парагваєм.

## Опис
Дрібна рибка, завдовжки до 5 см. Білуваті або блідо-жовті крапки на боках, зазвичай вертикально розташовані у невпорядкованих рядах.